# Автомобильно-железнодорожное транспортное средство

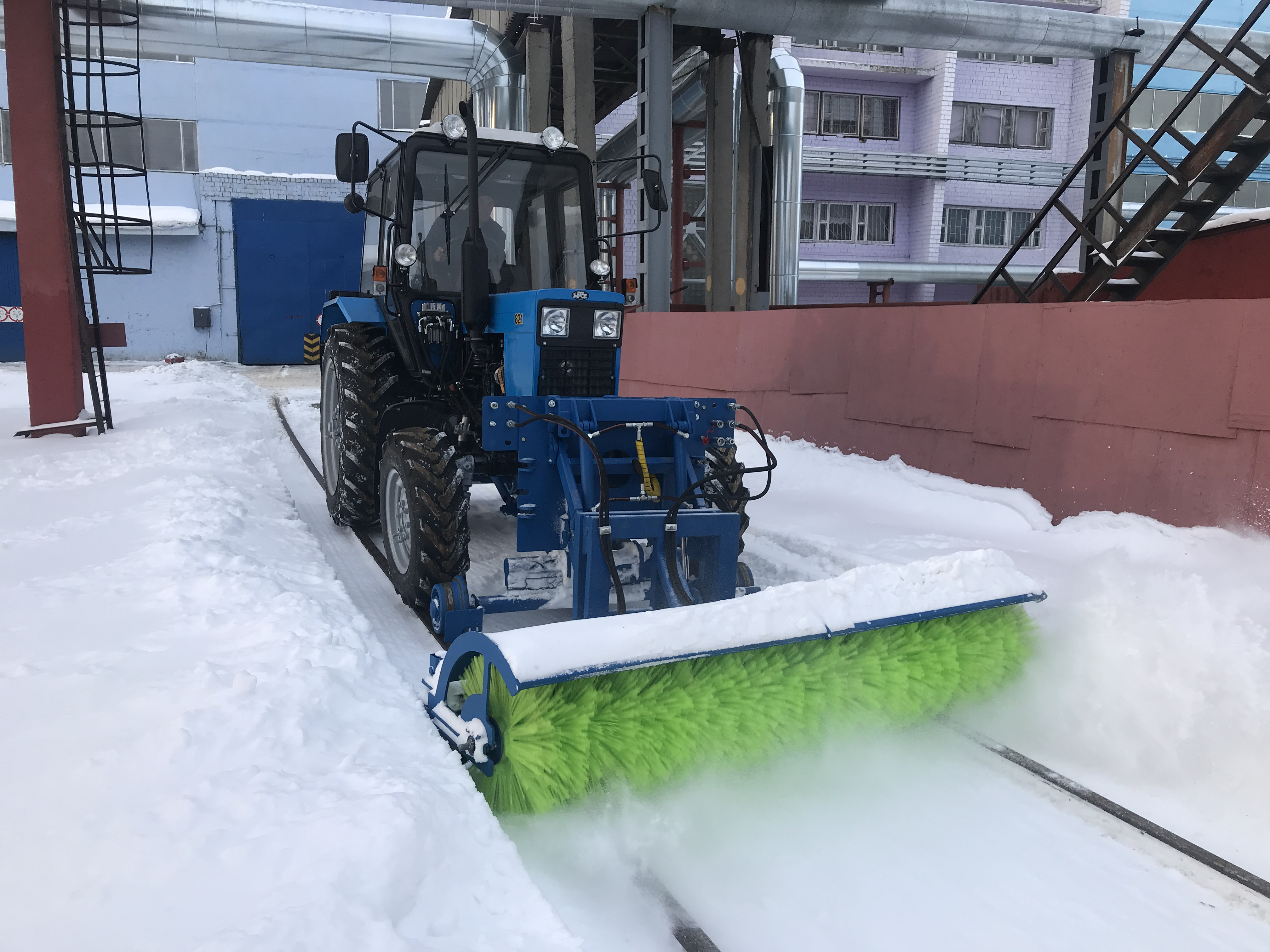
Рельсовый трактор "РЕТРАК-82.1" на уборке снега механической щеткой.

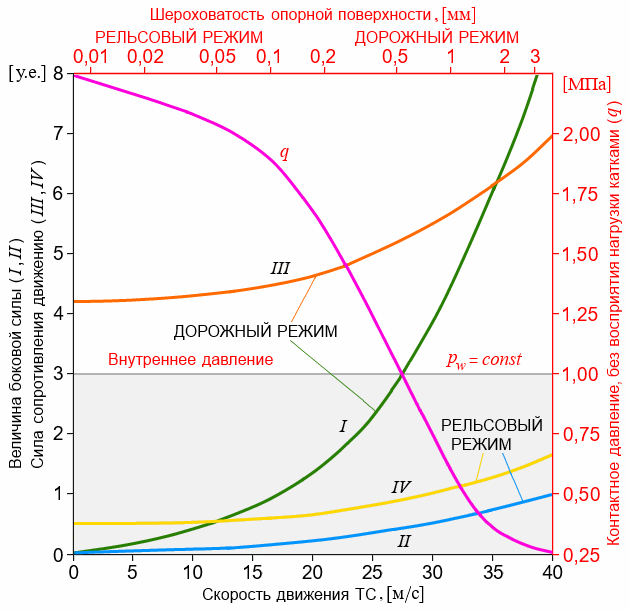
Параметрическая диаграмма дорожно-рельсового транспортного средства.

Автомобильно-железнодорожное транспортное средство — машина на комбинированном ходу, которая может использоваться как на автомобильной дороге, так и на рельсовом пути (Амфибия).
Другие распространенные названия: транспортное средство на комбинированном ходу; машина автомобильно-рельсовая транспортная; локотрактор; колёсно-рельсовый тягач; в США тракмобиль (trackmobile, по названию фирмы Trackmobile); в Германии (фирмой-производителем ZAGRO Bahn- und Baumaschinen GmbH) используется название цвайвег (zweiweg — двойной путь, двойной ход, двухдорожный). Также иногда используется термин локомобиль, что не совсем верно (см. Локомобиль).
Принцип работы локомобиля основан на добавлении к автомобильному шасси опускающихся рельсовых катков, либо подкатных колесных пар. Не следует путать автомобильно-железнодорожные транспортные средства с многисистемными электровозами, рассчитанными на разный ток и напряжение, или с подвижным составом.

## История
В России ещё до Первой мировой войны возникла идея приспособить броневой автомобиль и для движения по рельсам железной дороги в качестве броневой дрезины. Так, для защиты от бандитов — хунхузов, по заказу Амурской железной дороги, в российском отделении немецкой фирмы «Benz» в период 1911−1912 годов был разработан и построен броневой автомобиль — бронедрезина, представлявшая собой пулемётный броневой автомобиль с возможностью использования его в качестве броневой дрезины. В литературе этот броневой автомобиль — бронедрезина упоминается, как «Блиндированный автобус „Бенц“», «Бронированный автобус Бенц» или бронедрезина «Benz-Gaggenau».
Автомобильно-железнодорожное транспортное средство используются в основном на рельсовых путях и , при необходимости, перемещаются между различными рельсовыми путями, пользуясь наличием автомобильного хода. Следует учитывать, что высокий коэффициент сцепления резина-сталь обуславливает возможность эффективного перемещения по рельсовому пути. Применение универсальных железнодорожных машин с использованием тяги на пневматических резиновых шинах целесообразно для обслуживания железнодорожной инфраструктуры, в качестве «летучек» и т. п. В этих случаях ярко проявляются все преимущества таких машин — универсальность, мобильность, маневренность и большая скорость передвижения по рельсам и автодорогам, экономичность. Для удержания машины на рельсах используются направляющие катки — дополнительные стальные колеса с ребордами — гребнями. Сила их прижима к рельсу регулируется гидравлической системой тягача. На современных локомобилях: UNIMOG, TRACKMOBILE, МАРТ-3 сила прижима регулируется автоматически, обеспечивая баланс между сохранением необходимого коэффициента сцепления и силой прижима.
Локомобиль возможно использовать в качестве маневрового тепловоза. Эту идею воплотили производители автотракторной техники за пределами России, переоборудовав внедорожник Unimog в локомобиль. Однако при маневровой работе с гружеными составами более трёх вагонов необходимо оптимизировать конструкцию автомобиля или трактора к железнодорожной колее.
Трамвайные депо также используют машины с комбинированным железнодорожным ходом для ремонта и содержания контактной сети трамвайного хозяйства. Изготавливают подобные машины, например, в Белоруссии. Машины комплектуются различным коммунальным или подъёмным оборудованием.
Более высокий коэффициент сцепления резиновой шины с рельсом (более чем в три раза) даёт преимущество: при использовании меньшего балластного веса производить манёвры с большим количеством вагонов(при сопоставимых массах тягача). При ухудшении условий эксплуатации сцепление резиновых шин падает значительно медленнее, чем традиционных стальных колес. В условиях повышенной влажности, тумана, дождя, снега и обледенения, загрязненности коэффициент сцепления резиновых шин с рельсами остается в приемлемых для маневровой работы пределах.
На солнцепёке же стальной рельс имеет температуру выше температуры плавления резины, что блокирует разработку и производство в промышленных масштабах автодорожно-железнодорожного транспорта.

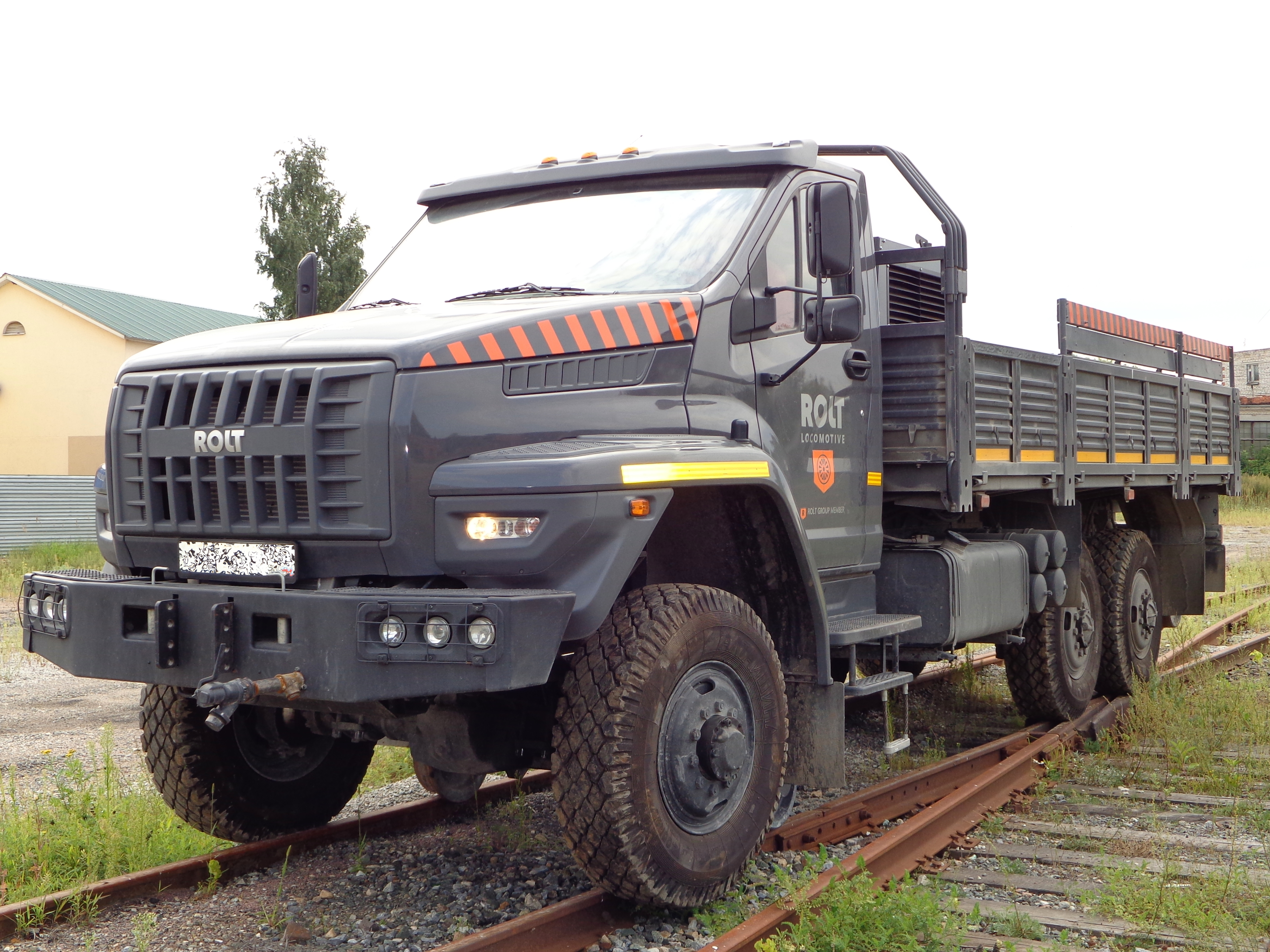
Локомобиль Rolt Locomotive (Автомобиль специальный 7093Н).
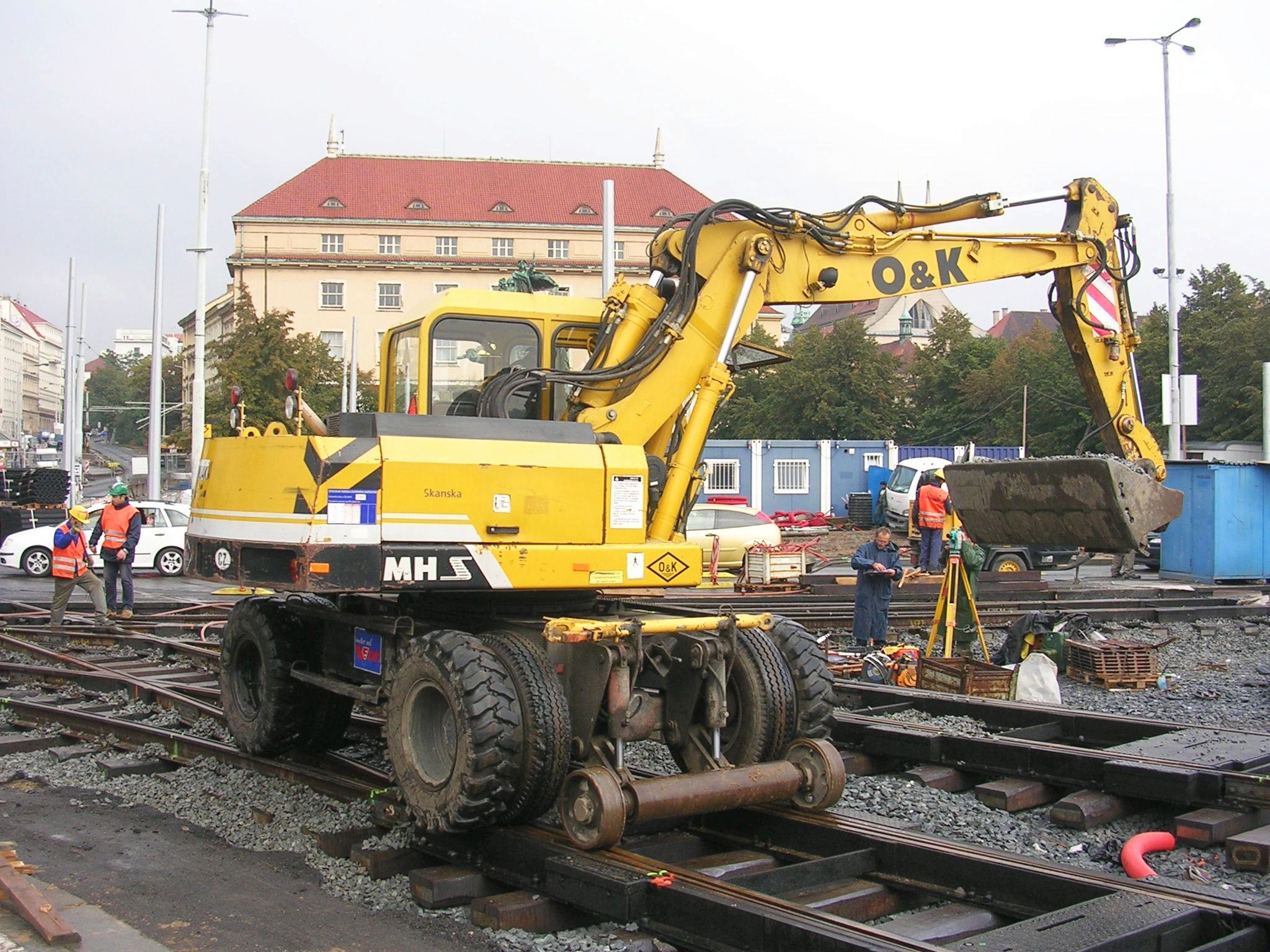
Автомобильно-железнодорожный экскаватор.
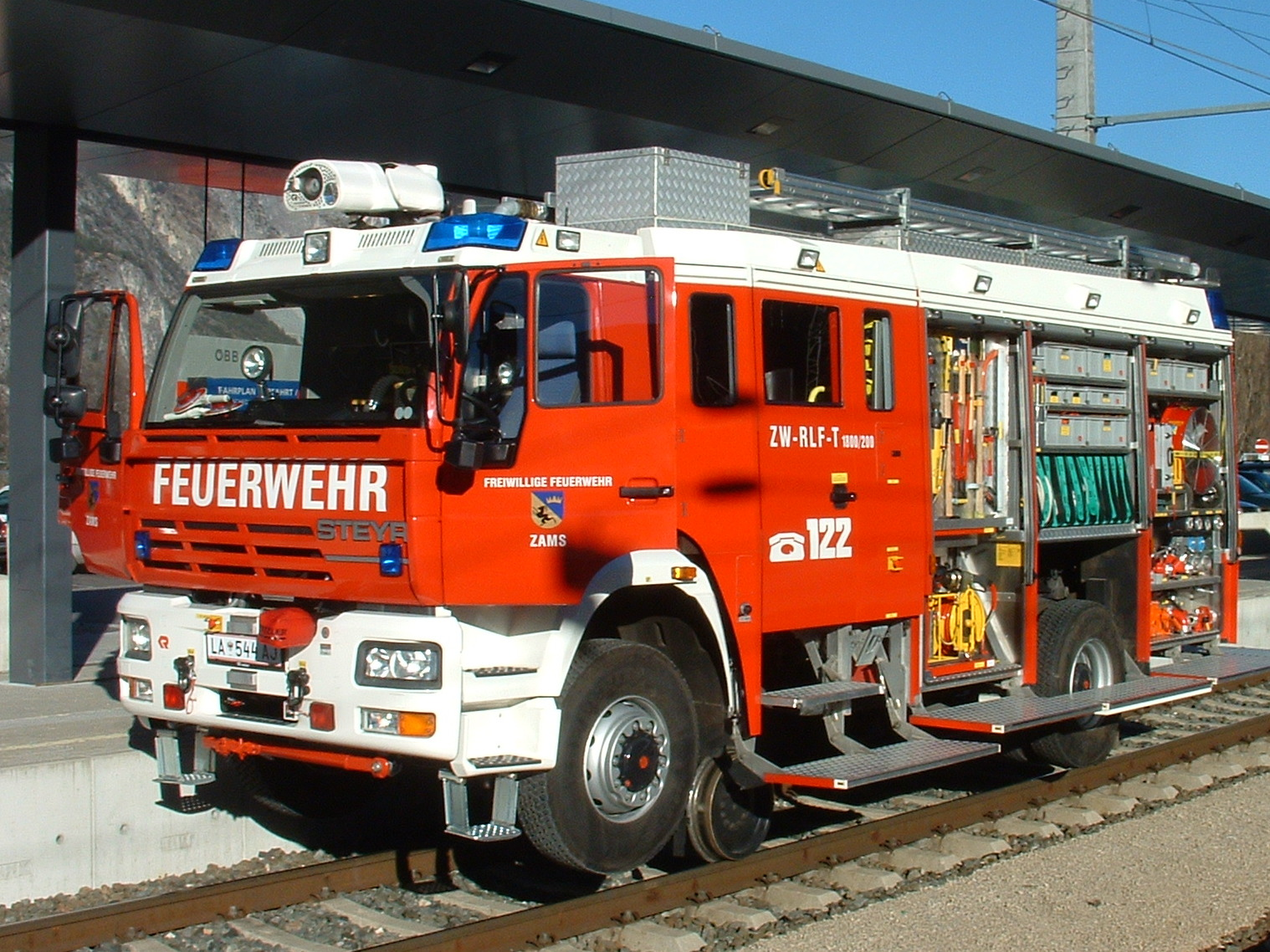
Автомобильно-железнодорожный пожарный автомобиль.
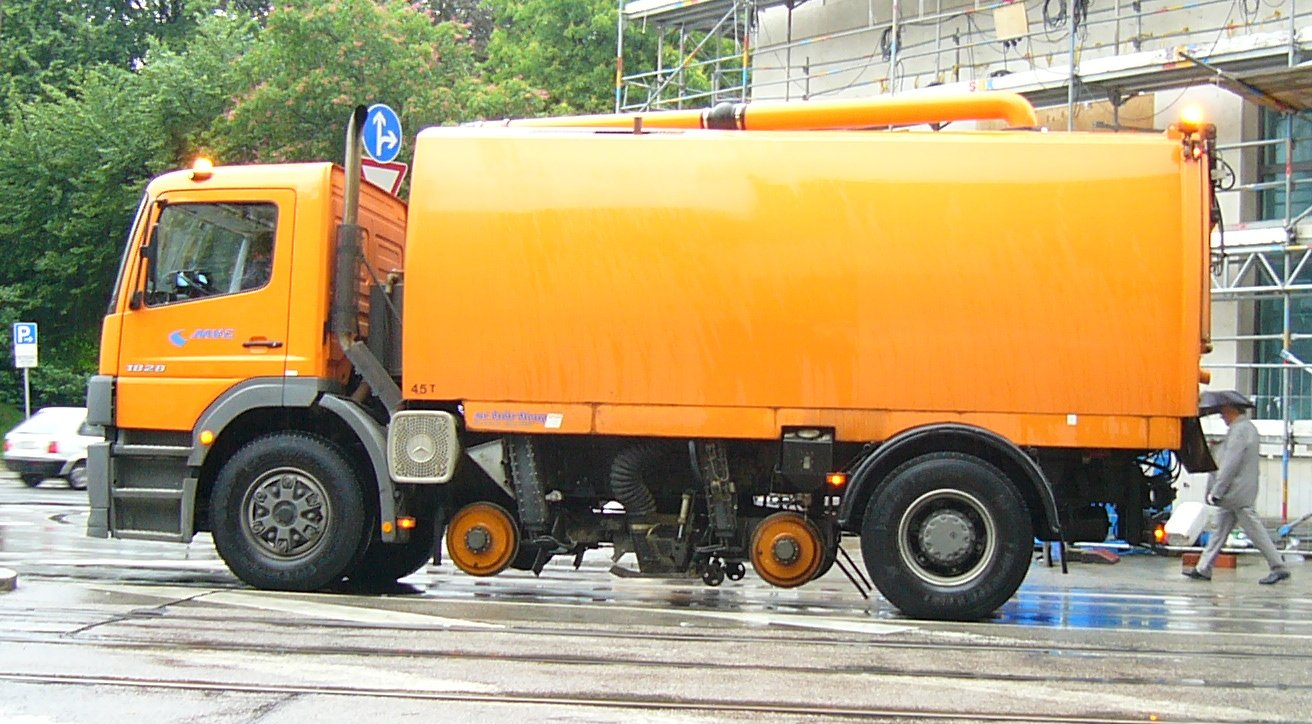
Автомобильно-железнодорожный уборочный автомобиль.
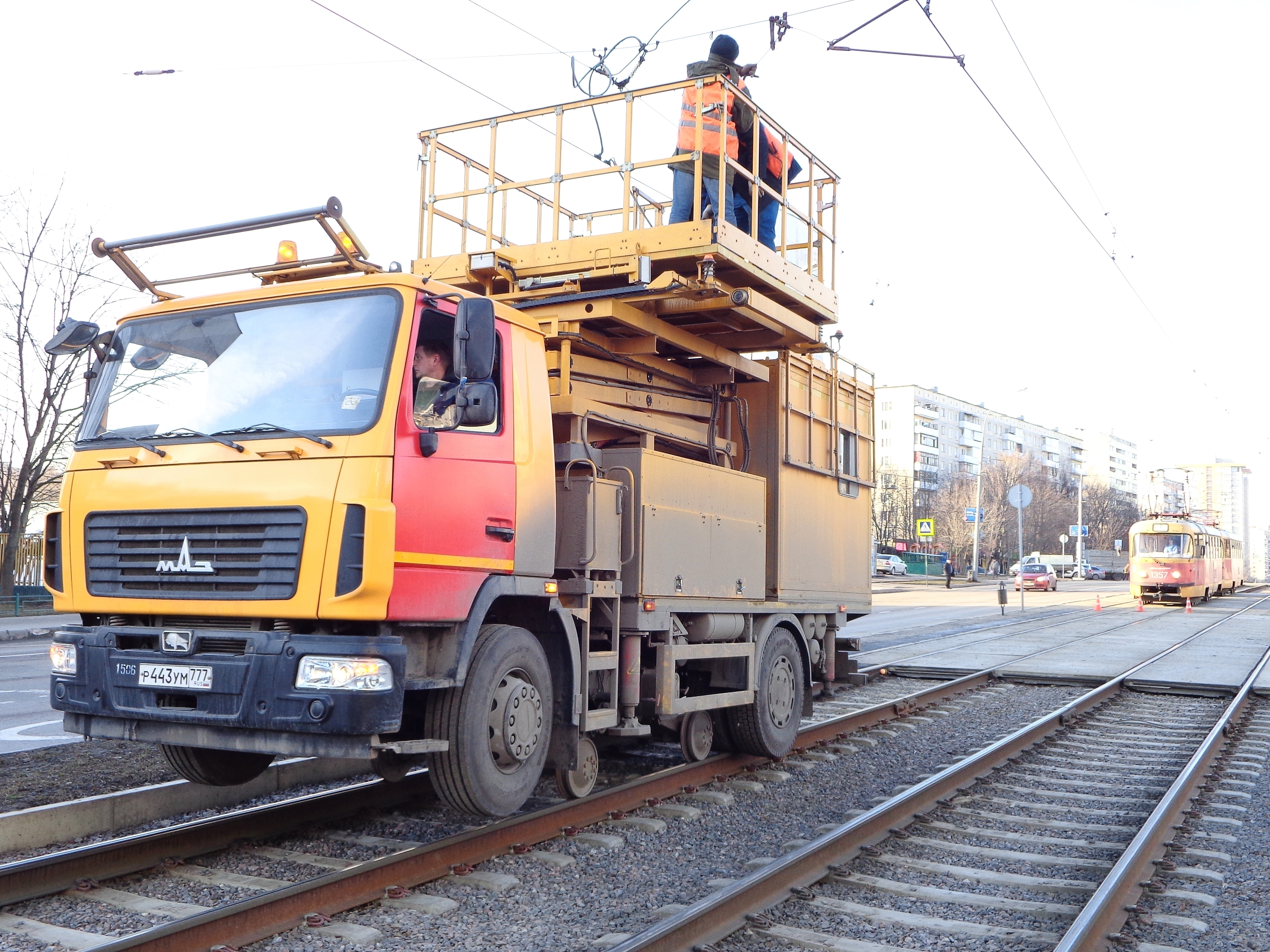
Машина для обслуживания контактной сети городского электрического транспорта.
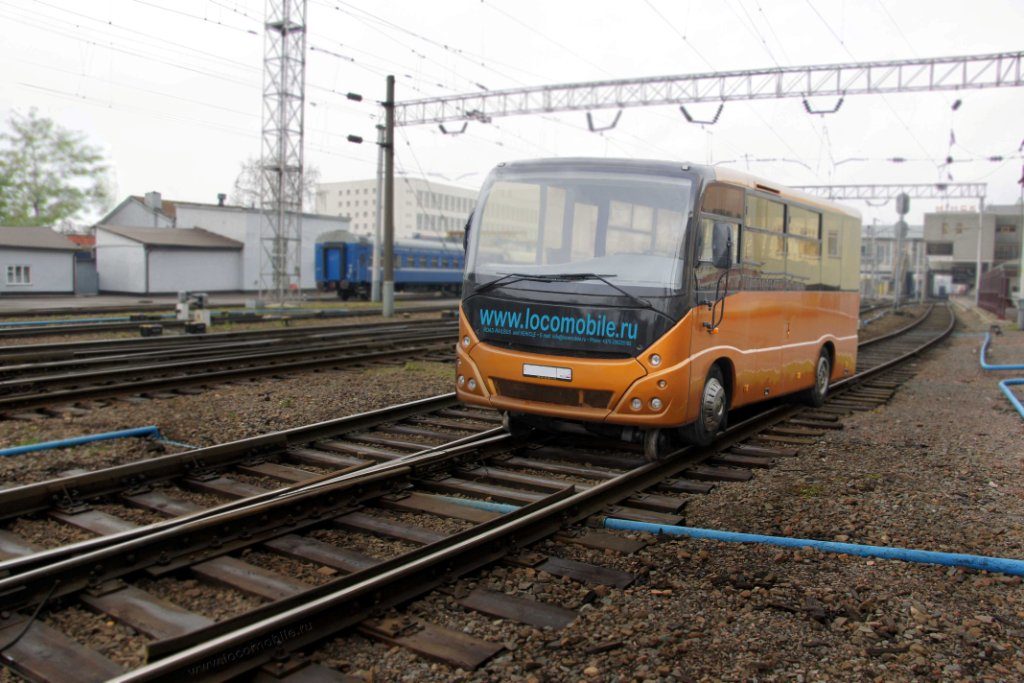
Автобус на комбинированном железнодорожном ходу.
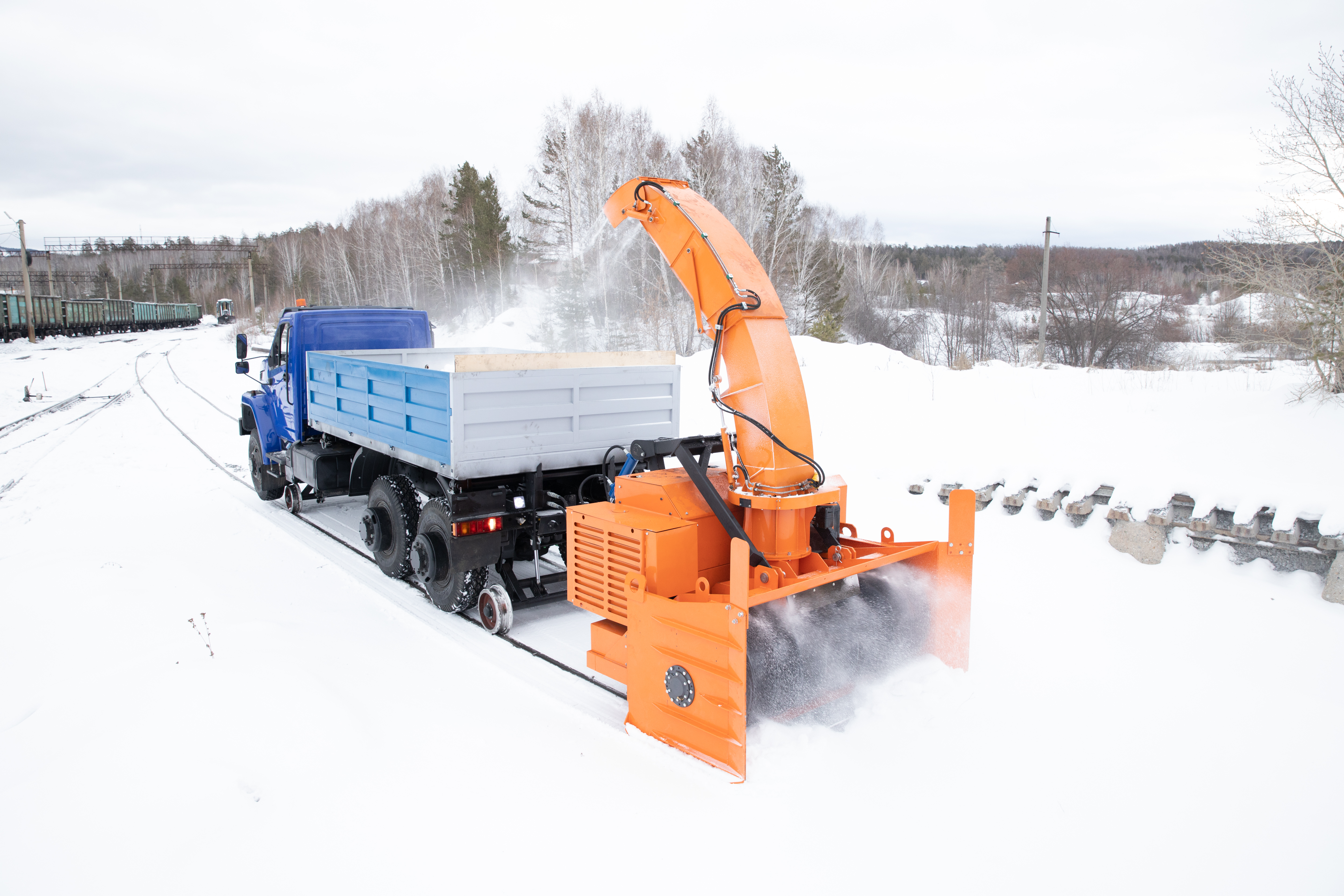
Локомобиль МАРТ-3 с автономной (модульной) шнекороторной установкой для уборки ж\д путей от снега.